# Peștera Magura
Peștera Magura (în bulgară Магура) este situată în partea de NV a Bulgariei, în Regiunea Vidin, la o distanță de 1,5 km de satul Rabișa. Intrarea se află la altitudinea de 461 m, iar lungimea totală a galeriilor descoperite până acum însumează peste 2.000 m. 

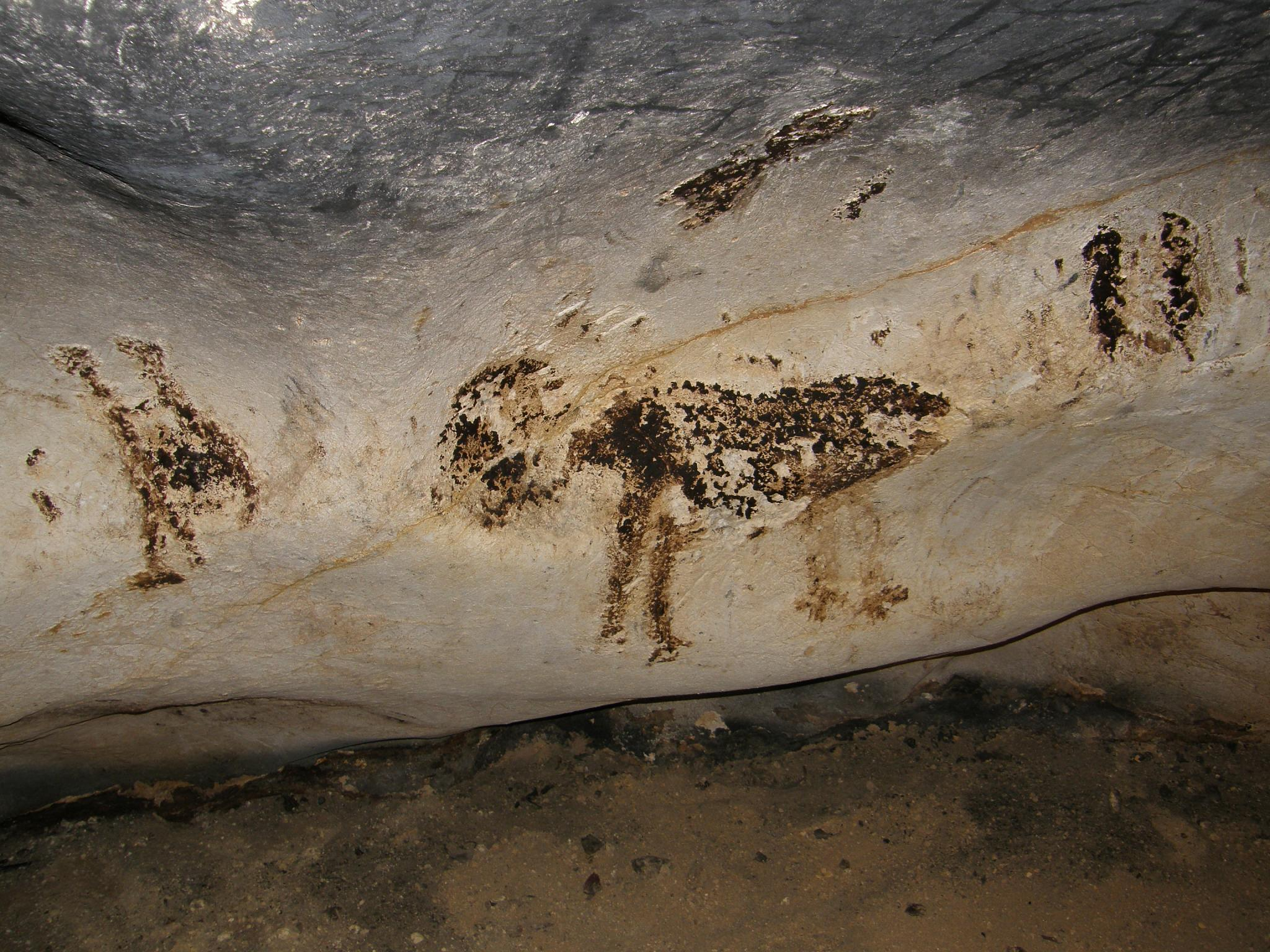
Picturi rupestre

Aici s-au descoperit picturi rupestre, realizate cu ajutorul guano. Ele redau plante, animale, oameni la vânătoare, unelte, dansuri rituale, ceremonii religioase, divinităț. Picturile aparțin mai multor perioade istorice, începând cu Epipaleoliticul, din Neolitic, până spre Epoca Bronzului. Sunt unice în Peninsula Balcanică.
Tot aici se află și cea mai mare stalagmită din Bulgaria, denumită Bradul căzut, lungă de 11 m și cu un diametru bazal de 6 m.
Într-una din galeriile peșterii este produs un vin spumant, care amintește de șampanie.
